# Henryk Roman Pawłowski
Henryk Roman Pawłowski ps. „Henryk Orłowski”, „Orłowski”, „Orłow”, (ur. 9 sierpnia 1925 w Bydgoszczy, zm. 3 lutego 1949 w Warszawie) – żołnierz AK w stopniu podchorążego.

## Życiorys

### Dzieciństwo i młodość
Syn Leona i Teofili z Wolnikowskich. Mieszkał w Szczecinie. W 1926 rodzina przeniosła się do Warszawy. Tu ukończył szkołę powszechną, małą maturę złożył później na tajnych kompletach. We wrześniu 1939 uciekł z domu, aby wziąć udział  w obronie stolicy. W 1943 przy granicy polsko-węgierskiej wstąpił do oddziału AK podległego 26. pp AK. Walczył w stopniu plut. pchor. jako dowódca drużyny. Został ranny pod Samborem. Nosił wówczas ps. „Henryk Orłowski”, „Orłowski”, „Orłow”.

### Okres powojenny

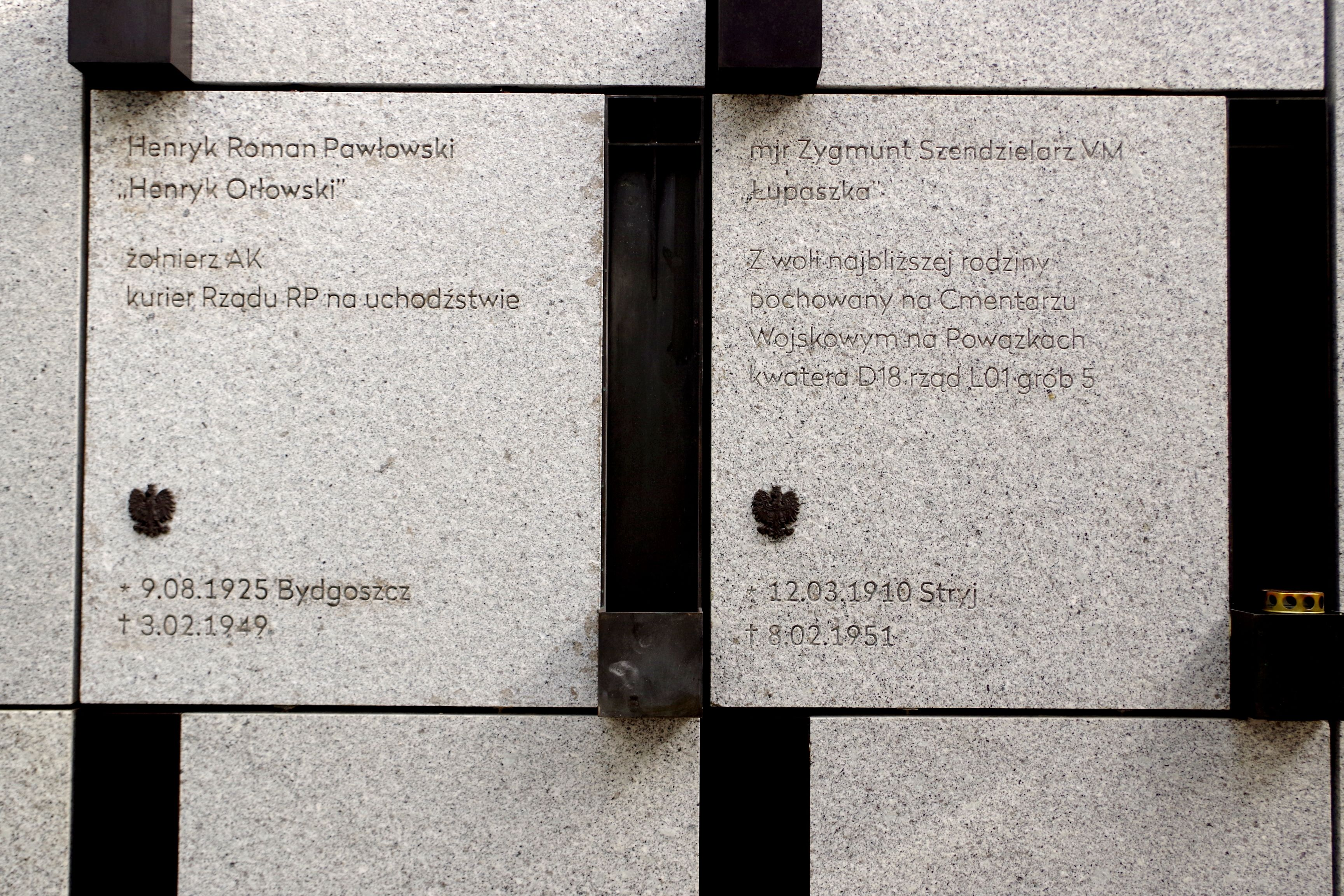
Grób Romana Henryka Pawłowskiego ps. „Henryk Orłowski” oraz symboliczny grób mjr Zygmunta Szendzielarza ps. „Łupaszka” w Panteonie – Mauzoleum Wyklętych-Niezłomnych na Cmentarzu Wojskowym na Powązkach w Warszawie

W lipcu 1944 oddział AK, w którym walczył, przymusowo wcielono do Armii Czerwonej. Po dwóch miesiącach zwolniono go i skierowano do szkoły lotniczej w Kraśniku. W listopadzie 1944 za „sianie wrogiej propagandy” wśród żołnierzy wywieziony do obozu w Lubartowie, a następnie zesłany w głąb ZSRR. Pracował w kopalni węgla. Wrócił do Polski w lipcu 1946. W Warszawie nie odnalazł matki, krótko przebywał w Szczecinie, trudniąc się handlem. We wrześniu 1946 przedostał się do angielskiej strefy okupacyjnej Niemiec, został przyjęty do obozu polskiego w Maczkowie. Od lutego 1946 do maja 1947 był osobistym łącznikiem Jerzego Rübenbauera z Delegatury MSW rządu londyńskiego. Uzupełniał wykształcenie gimnazjalne. Mówiono o nim „Długi”, ale nie był to pseudonim, lecz przezwisko związane ze wzrostem (miał 182 cm). W czerwcu lub lipcu 1947 przyjechał nielegalnie do Polski, był w Krakowie, Jeleniej Górze i Szczecinie. W październiku, również nielegalnie, wrócił do Niemiec. W listopadzie 1947 ponownie, w okolicach Szczecina, przeszedł do Polski.

### Aresztowanie, proces, śmierć
Aresztowany w styczniu 1948, po dwóch tygodniach zwolniony z PUBP Szczecin. Ponownie aresztowany 25 lutego 1948 i oskarżony o działalność szpiegowską na rzecz rządu londyńskiego. 18 października 1948 WSR w Warszawie Sr.1162/48 pod przewodnictwem kpt. Zbigniewa Furtaka skazał go w procesie S.4352 na podstawie art. 86 § 1,2 KKWP na karę śmierci. 7 stycznia 1949 NSW utrzymał ten wyrok w mocy. Pawłowski swoją prośbę o łaskę zakończył słowami: „Mam 23 lata. Chciałbym żyć”. Prezydent Bierut nie skorzystał z prawa łaski. Pawłowski został stracony 3 lutego 1949.
Mogiła symboliczna znajduje się na Cmentarzu Wojskowym na Powązkach w Warszawie w Kwaterze na Łączce. Latem 2012 w tejże kwaterze odnaleziono szczątki Henryka Pawłowskiego, o czym Rada Ochrony Pamięci Walk i Męczeństwa, Pomorski Uniwersytet Medyczny w Szczecinie i Instytut Pamięci Narodowej powiadomiły 22 sierpnia 2013. Identyfikację szczątków odnalezionych na kwaterze „Ł” przeprowadził PUM w Szczecinie w ramach Polskiej Bazy Genetycznej Ofiar Totalitaryzmów. Notę identyfikacyjną Henryka Pawłowskiego wręczono 28.09.2014 w Belwederze jego siostrze, Alicji Pawłowskiej-Czerepaniak, w obecności prezydenta RP Bronisława Komorowskiego. 28.12.2015 za zasługi dla obronności państwa Henryk Pawłowski został przez prezydenta RP Andrzeja Dudę mianowany pośmiertnie na stopień podporucznika. 

## Odznaczenia
Odznaczony Medalem za Odrę, Nysę, Bałtyk oraz radzieckim Medalem „Za wyzwolenie Warszawy”.